# چایان (گوینوجک)
چایان (به ترکی استانبولی: Çayan) یک منطقهٔ مسکونی در ترکیه است که در گوینوجک واقع شده‌است.